# Arjan Dev

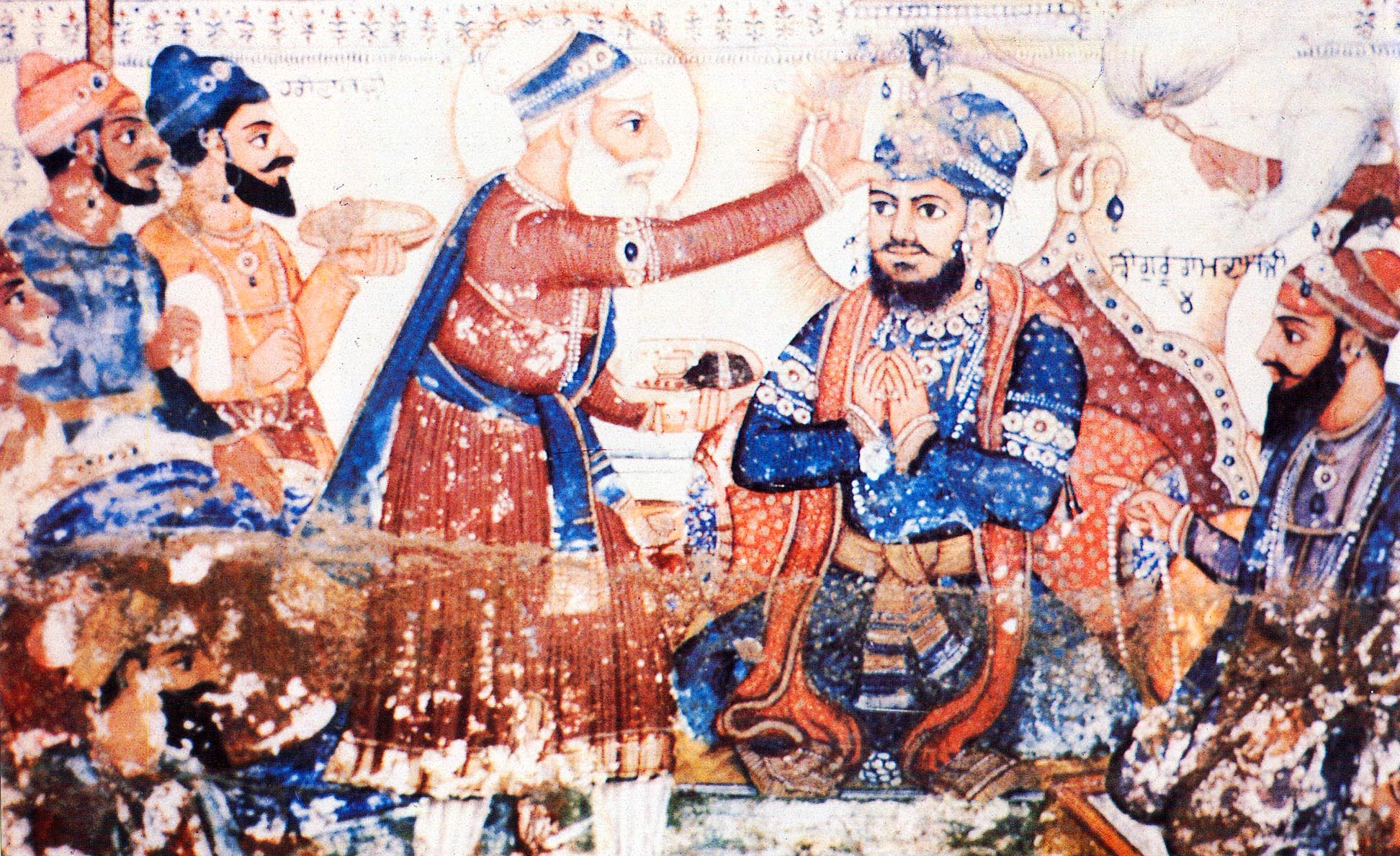

Arjan Dev (Panjabi ਅਰਜਨ ਦੇਵ; * 15. April 1563 in Amritsar; † 30. Mai 1606 in Lahore) auch Arjun Dev, war der fünfte Guru der Sikhs. Sein Vater war der vierte Guru, Ram Das. 1581 übernahm er das Guru-Amt von seinem Vater.
Arjan Dev betonte immer mehr die Abgrenzung zu anderen Religionen, wohingegen der erste Guru, Guru Nanak, versöhnen wollte. Statt „Es gibt keinen Hindu, und es gibt keinen Muslim“ (Es gibt nur Menschen; Guru Nanak) sagte er „Wir sind weder Hindus noch Moslems“.
Guru Arjan hatte die heilige Schrift der Sikhs, den Adi Granth, zusammengestellt.
Arjan Dev begann mit dem Bau des Goldenen Tempels in Amritsar. Da immer mehr Muslime zum Sikhismus konvertierten und Arjan Dev einen großen Einfluss hatte, stand der Kaiser Jahangir der Entwicklung kritisch gegenüber und ließ Arjan Dev 1606 zu Tode foltern. Sein Enkelsohn Tegh Bahadur wurde der neunte Guru und sein Urenkelsohn Gobind Singh der zehnte und letzte Guru der Sikhs.
| Personendaten    | Personendaten          |
| ---------------- | ---------------------- |
| NAME             | Arjan Dev              |
| ALTERNATIVNAMEN  | Arjun Dev              |
| KURZBESCHREIBUNG | fünfter Guru der Sikhs |
| GEBURTSDATUM     | 15. April 1563         |
| GEBURTSORT       | Amritsar, Indien       |
| STERBEDATUM      | 30. Mai 1606           |
| STERBEORT        | Lahore, Pakistan       |